# Foo Camp
Foo Camp – coroczna impreza organizowana przez firmę O’Reilly Media, na którą wstęp ma wyłącznie wyselekcjonowana grupa hackerów. Jej celem jest zachęcenie do zatrudnienia się w firmie zdolnych ludzi oraz stworzenie miejsca do dyskusji na tematy interesujące wspomniane przedsiębiorstwo.

## Geneza
Wszystko zaczęło się od żartu między Timem O’Reilly i Sarą Winge. Sara zawsze chciała poprowadzić na którejś z konferencji organizowanych przez firmę "foo bar" – otwarty bar dla przyjaciół firmy (ang. Friends of O'Reilly's bar). Żart przekształcił się w burzę mózgów, a ta zaowocowała inicjatywą znaną obecnie pod nazwą Foo Camp.